# يوري تروفيموف
يوري تروفيموف (بالروسية: Трофимов, Юрий Викторович)‏ ولد بتاريخ 26 يناير 1984 في أودمورتيا، الاتحاد السوفيتي، هو دراج روسي. شارك في دورة الألعاب الأولمبية الصيفية.

## سجل النتائج

### المراكز
- حقق المركز الـ 9 في باريس-نايس 2009
- حقق المركز الـ 8 في طواف إقليم الباسك 2014
- حقق المركز الـ 10 في طواف إيطاليا 2015

## روابط خارجية
- يوري تروفيموف على موقع الاتحاد الدولي للدراجات (الإنجليزية)
- يوري تروفيموف على موقع أرشيف الدراجات (الإنجليزية)
- يوري تروفيموف على موقع إحصائيات الدراجات الإحترافية (الإنجليزية)
- يوري تروفيموف على موقع نسبة الدراجات (الإنجليزية)
- يوري تروفيموف على موقع CycleBase (الإنجليزية)
- يوري تروفيموف على موقع أوليمبيديا (الإنجليزية)